# Siphona selecta
Siphona selecta là một loài ruồi trong họ Tachinidae.